# Ametrosomus
Ametrosomus is een geslacht van rechtvleugeligen uit de familie Gryllacrididae. De wetenschappelijke naam van dit geslacht is voor het eerst geldig gepubliceerd in 1892 door Tepper.

## Soorten
Het geslacht Ametrosomus  is monotypisch en omvat slechts de volgende soort:
- Ametrosomus helmsi (Tepper, 1892)